# Batalla de Camaret
La batalla de Camaret fue un desembarco anfibio que ocurrió en la bahía de Camaret en la costa atlántica del sur de Bretaña el 18 de junio de 1694. Los ingleses y holandeses intentaron tomar el puerto francés de Brest y destruir parte de la flota francesa estacionada allí durante la guerra de los Nueve Años. El ataque fue repelido de forma exitosa por el mariscal de Vauban en su único mando de campo.

## Contexto general
A principios de 1694, Luis XIV decidió llevar los combates al Mediterráneo y a España. Para ayudar al mariscal de Noailles a capturar Barcelona y obligar así a España a firmar un tratado de paz, el almirante Tourville partió de Brest el 24 de abril con 71 barcos de línea para ese propósito. La escuadra del almirante Chateaurenault le siguió el 7 de mayo.
Cuando los ingleses se enteraron de esto, planearon tomar Brest junto con los holandeses, ya que no consideraban que esta empresa iba a ser demasiado difícil estando ausente de Tourville y su flota. Para ello querían desembarcar allí un ejército de entre 7.000 y 8.000 hombres.
Después de la victoria de Tourville en Lagos en 1693, Guillermo III de Inglaterra envió como reacción al respecto una expedición punitiva a Saint-Malo y planeó también otros ataques de represalia similares contra otros puertos franceses. Después de que espías habían comunicado a Luis XIV los planes que había respecto a Brest, él nombró a Vauban comandante de Brest y de las cuatro diócesis bretonas desde Concarneau hasta Saint-Brieuc.

## Preparativos
Bajo el mando del almirante británico John Berkeley, el tercer barón Berkeley de Stratton, se reunió una flota en el puerto de Portsmouth, que estaba compuesta por 36 buques de guerra, 12 bombardas y 40 barcos de transporte, cuya misión era transportar al respectivo ejército de invasión de 10.000 hombres bajo el mando de Thomas Tollemache.
Mientrastanto Vauban comenzó inmediatamente a organizar la defensa de la ciudad y de la costa rocosa alrededor de ella. El mal tiempo impidió que la flota inglesa zarpara durante un mes, lo que dio a los franceses el tiempo suficiente para darle a la flota una cálida bienvenida.

### Preparativos generales

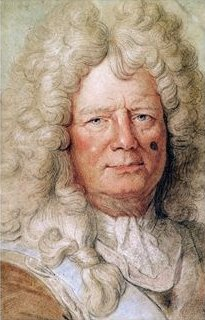
Vauban, comandante de Brest

En 1685, tres años antes del estallido de la guerra de los Nueve Años, Luis XIV dio el encargo a Vauban con la inspección de la costa desde Dunkerque hasta Bayona. Sobre su primera estancia en Camaret el 9 de mayo de 1685, Vauban escribió en sus memorias:

Todavía quedan dos radas fuera del estrecho de Brest, que sirven de corredor hasta su entrada, una de las cuales (conocida como Berthaume) está preparada contra todos los vientos del norte, y la otra desde Camaret contra todos los vientos de Le Midy , los cuales se pueden sostener bien. No es necesario hacer nada más con Berthaume, ya que puede ser cubierto por cañones terrestres. Sin embargo, cerca de Camaret hay un pequeño puerto comercial, con bahías a las que los piratas se retiran impunemente, lo que suele ocurrir en el curso de las guerras o del mal tiempo: por lo tanto, sería necesario construir aquí una batería de cuatro o cinco cañones para estar sostenido por una torre y un recinto amurallado para detenerlos, y para tender una red sobre las radas, que proporcionaría así un refugio seguro a los buques mercantes obligados a entrar en la bahía por el mal tiempo o el riesgo de ser atrapados.
Sébastien de Vauban

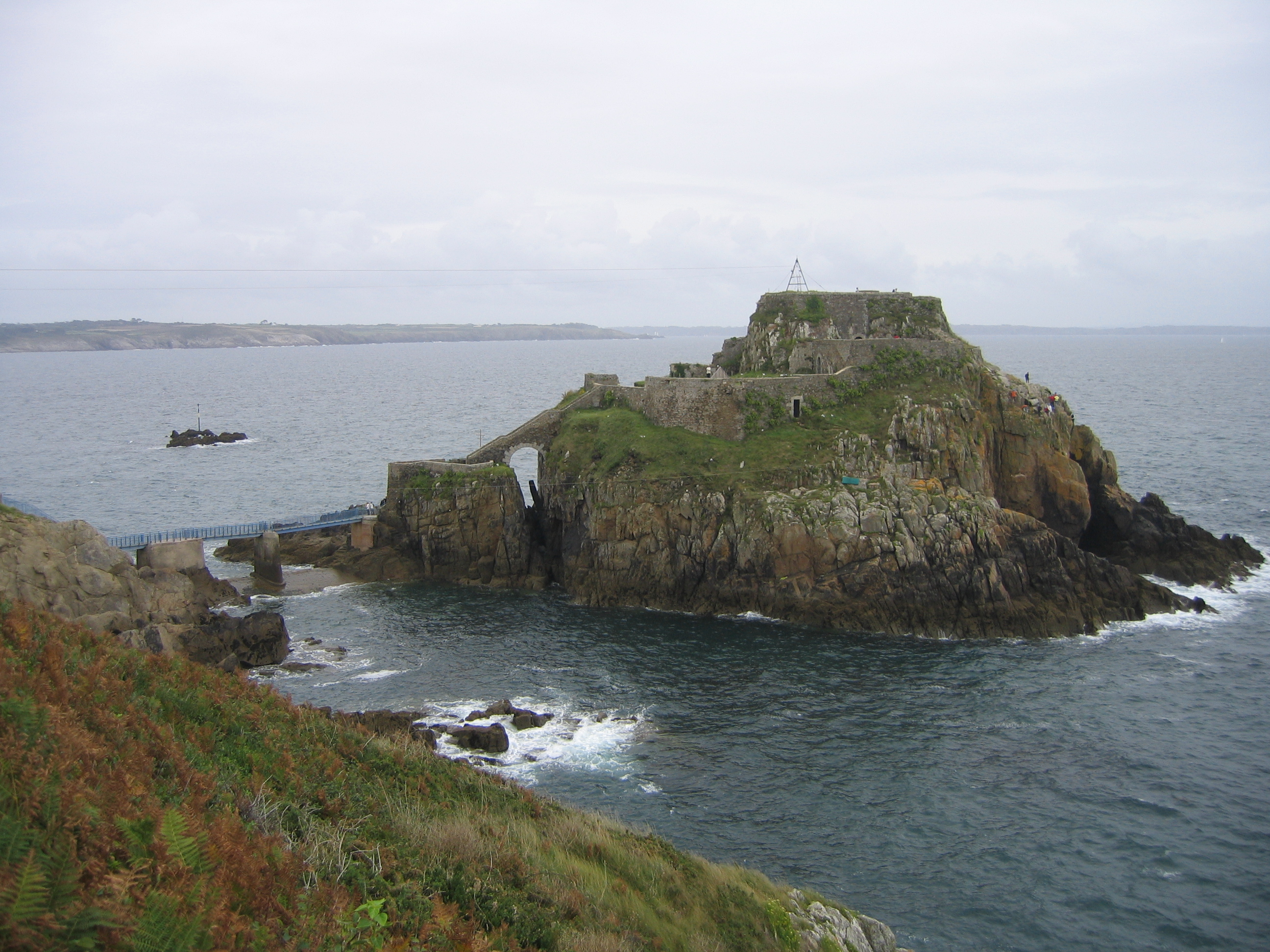
La fortaleza de Berteaume con la isla Haln Roscanvel al fondo

Poco después del inicio de la guerra y tras haber inspeccionado el lugar, Vauban decidió construir primero una posición defensiva en Bertheaume y una torre de côte en Camaret, un ejemplo único en su género. Los primeros planos de Vauban preveían una torre redonda como obra de construcción. Sin embargo, después de inspeccionar el sitio nuevamente, él se decidió por una torre poligonal. Poco después de que comenzaran las obras de la Torre Vauban en 1689, los ingleses, advertidos por sus espías y reconociendo la importancia de la obra, intentaron destruir la torre. En 1691, cuando se avistaron dieciséis barcos angloholandeses en la bahía de Camaret, aparecieron cinco fragatas francesas para ahuyentar a la flota enemiga. Debido a que, dada la tarea de defender cientos de kilómetros de costa, había una alta probabilidad de haber elegido el lugar equivocado al elegir los lugares para las defensas, Vauban decidió construir varias fortalezas en diferentes lugares que debían ser mantenidas por milicias, teniendo además la posibilidad de traer rápidamente tropas regulares del interior en cualquier momento.

### Preparativos concretos de ataque

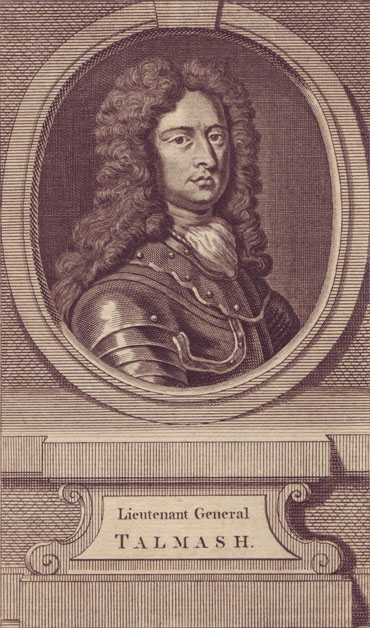
General Thomas Tollemache (aquí llamado Talsmash), comandante de la infantería de desembarco

A principios de 1694, Guillermo III creía, que Brest sería fácil de tomar después de que se enterase de que Tourville había abandonado la ciudad con 53 barcos de línea. De esa manera decidió entonces atacar la ciudad portuaria. El historiador Prosper Levot escribe que el ataque

… parecía favorecido por la decisión de Luis XIV de concentrar sus tropas navales en el mar Mediterráneo para tomar con su ayuda la Barcelona del mariscal de Noailles para así obligar a Cataluña a suplicar a España un Tratado de Paz.
Prospet Levot

El plan de Guillermo III. era enviar la mayor parte de la flota angloholandesa bajo el mando de Edward Russell a Barcelona para luchar contra Tourville, mientras que el resto de la flota bajo el mando de John Berkeley encabezó las fuerzas de invasión al mando del teniente general Thomas Tollemache en la costa bretona cerca de Brest para mantener el control del estrecho y de las radas de Brest. De primordial importancia fue la consideración de que el destino de Brest dependía principalmente del control del estrecho. En particular, uno recuerda una operación española contra Brest en 1594, en la que las tropas españolas de sólo 400 hombres superaban en número a los 6.000 hombres bajo el mando de Juan IV de Aumont mantuvo en jaque durante más de un mes el sitio de Crozon.
En vista de la amenaza inglesa cada vez más concreta, Luis XIV nombró a Vauban “comandante supremo de todas las fuerzas terrestres y navales francesas en la provincia de Bretaña”. Vauban ya había sido teniente general de las Armées (teniente general) desde 1688 y aceptó el nuevo cargo con una condición: no convertirse en “teniente general de marina honorario (es decir, no remunerado)”. El informe del 23 de abril de 1694 sobre las fortificaciones elaborado por los ingenieros Traverse y Mollart mostraba sólo 265 y 17 en su lugar. Cuando las directivas reales llegaron a Vauban a principios de mayo, Brest estaba defendida por unos 1.300 hombres y 6 batallones, con un regimiento de caballería y un regimiento de dragones en camino como refuerzos.
Cuando Vauban llegó a Brest el 23 de mayo, sabía que la balanza de poder estaba a su favor. Aumentó el número de refuerzos realizados en puntos clave de la costa y reforzó los que ya estaban en el lugar. A mediados de junio inspeccionó las defensas bajo su mando y observó que eran posibles desembarcos de tropas a gran escala en la bahía de Douarnenez y en Camaret. Ordenó que los fortificaran con más fuerza. En un esfuerzo por impedir cualquier desembarco y sin buques de guerra disponibles, equipó numerosas balandras para defender el estrecho. Las milicias recibieron armas que habían sido solicitadas por la Armada. Los regimientos de caballería y los dragones estaban estacionados en Landerneau y Quimper . Para permitir un rápido intercambio de información, Vauban organizó un código de comunicación en forma de señales. En una carta a Luis XIV del 17 de junio de 1694 informó lo siguiente:

Ayer por la tarde me encontré en la costa cerca de Camaret y los alrededores de la bahía de Douarnenez. Ordené la fortificación de varias bahías que podían ser atacadas para tomar la península de Roscanvel por la retaguardia, y de todas nuestras fortificaciones en Camaret. Al mismo tiempo designé los campamentos de los regimientos de Roche-Courbon y de Boëssière, que aún no habían llegado, los cuarteles del señor de Cervon y del señor de la Vaisse, y las posiciones de las milicias en tierra. El impulso de estas medidas exigía una ejecución urgente, sin esperar la llegada de las tropas, y cinco o seis días de trabajo podían poner en buen estado esta parte de la costa y asegurar su defensa. […]
Vauban

## La batalla

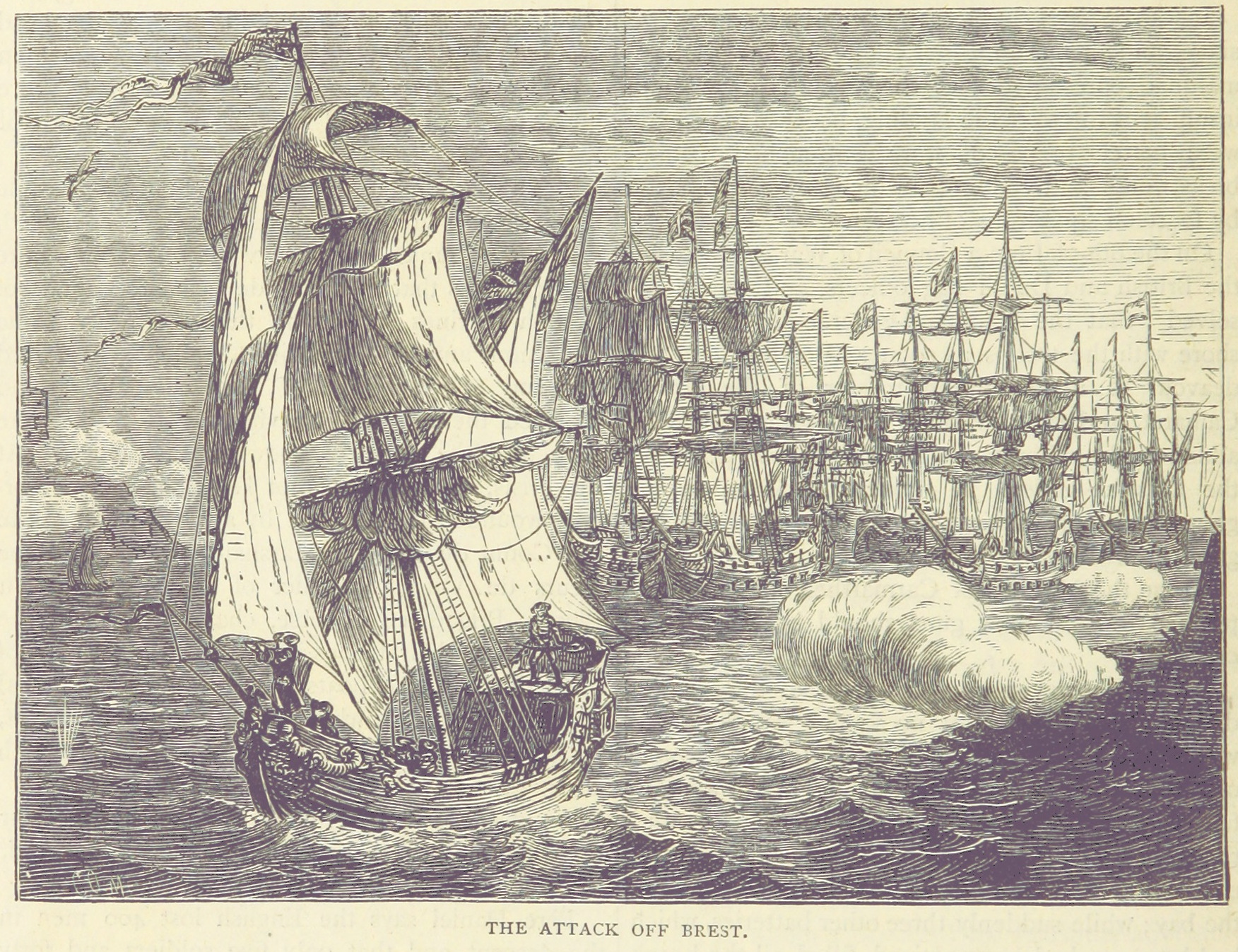
La flota inglesa ataca.

### 17 de junio de 1694

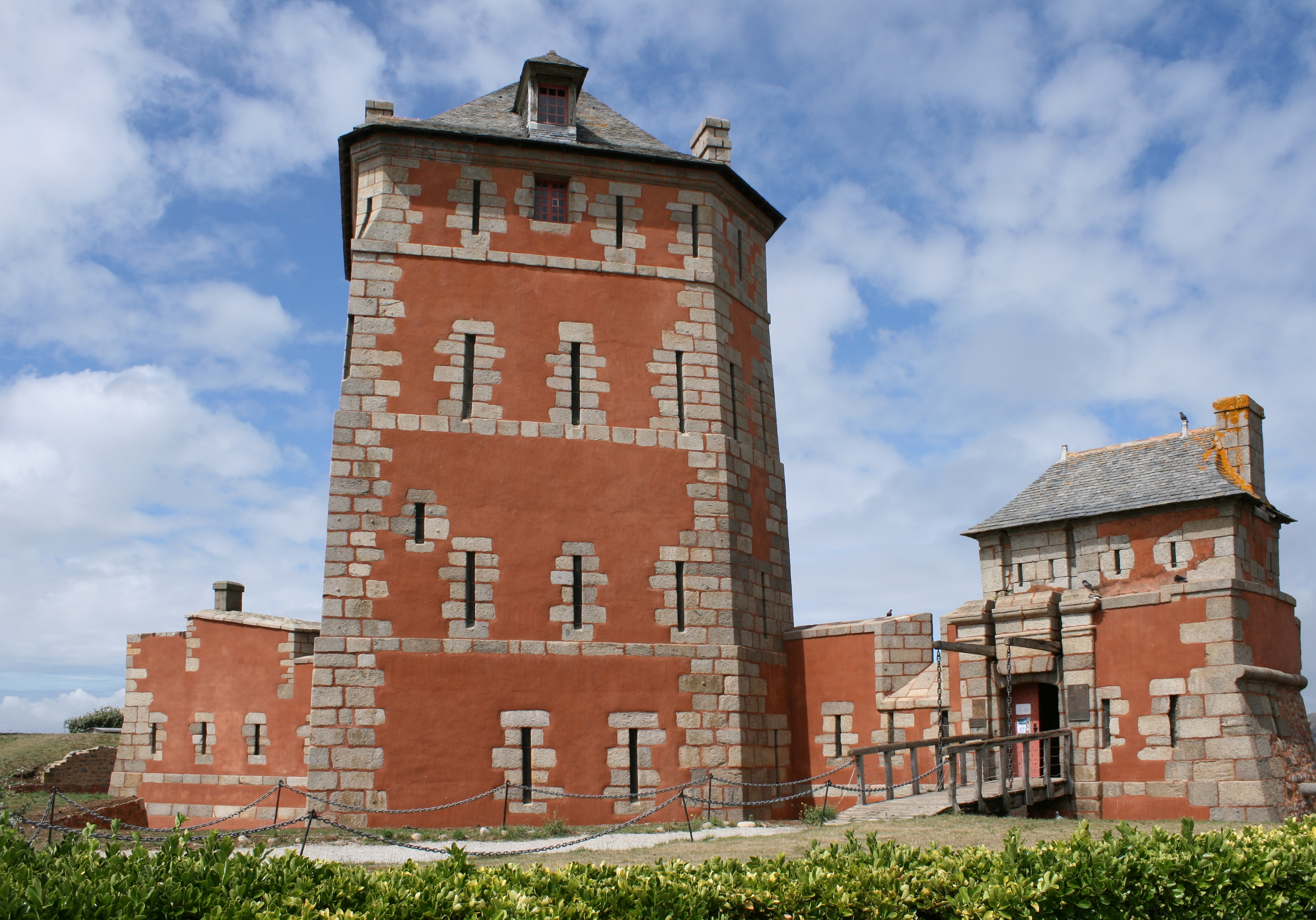
Torre Vauban

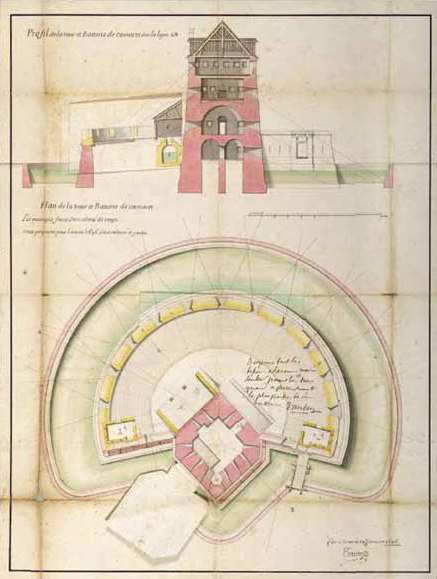
Perfil y planta de la Torre de Camaret

La flota angloholandesa (compuesta por 36 barcos de línea, 12 bombardas, 80 barcos de transporte y alrededor de 8.000 soldados) al mando de Berkeley finalmente zarpó. A Vauban llegaron informes de que la flota estaba en el mar de Iroise la tarde del 17 de junio. Fondeó a medio camino entre Bertheaume y le Toulinguet, cerca de la bahía de Camaret, cerca de la desembocadura del puerto de Brest.
Contralmirante Osborne, 2.º El duque de Leeds (acompañado de John Cutts ) se acercó a la costa para reconocer las posiciones francesas y encontrar posibles lugares de desembarco. A su regreso informó

que las posiciones defensivas, de las que sólo había podido ver una pequeña parte, eran formidables. Sin embargo Berkeley y Talmash sospecharon que estaba exagerando el peligro y decidieron atacar a la mañana siguiente.
Thomas Babington Macaulay, 1. Baron Macaulay

Sin que los ingleses lo supieran en ese momento, el prometido apoyo francés aún no había llegado y Vauban había escrito la siguiente carta al rey a las 11:00 p. m. del 17 de junio:

cuando, alrededor de las 22 horas, escuchamos las señales de Ouessant, lo que significaba que se había avistado una gran flota. La mañana del día en que se confirmaron las señales y se envió un mensajero a los comandantes en Ouessant, supimos que habían avistado 30 o 35 buques de guerra y más de 80 otros buques de transporte de todo tipo, y eran entre las 4 de la tarde y las 6 de la tarde. Y a las 17:00 horas confirmaron que habían fondeado entre Camaret y Bertheaume, todavía dentro del alcance de los cañones de las posiciones en estos lugares, desde donde les dispararon 8 o 10 proyectiles, casi todos errados. Visité todas las baterías de Cornouaille y Léon, donde envié varios pedidos; uno podía contarlos y marcarlos bastante bien. Hay tres camarotes delante de los palos mayores y dos camarotes delante de los palos mayores, lo que me lleva a creer que la fuerza está formada por ingleses y holandeses. El viento está en contra de ellos; Si gira, no tengo ninguna duda de que mañana bajarán al fondeadero, quizá ambas cosas. Nuestras galeras no han llegado, lo cual es una gran desgracia para nosotros. Esta tarde les di órdenes de llegar al puerto a toda costa y permanecer a lo largo de la costa para poder aprovechar nuestros cañones locales. No creo que lo logren; pero sé muy bien que haré todo lo posible para que Vuestra Majestad quede complacida de mí, y sin duda no abandonaré mi puesto en este asunto. Nuestros asuntos en la ciudad están bastante bien resueltos.
Vauban

### 18 de junio de 1694

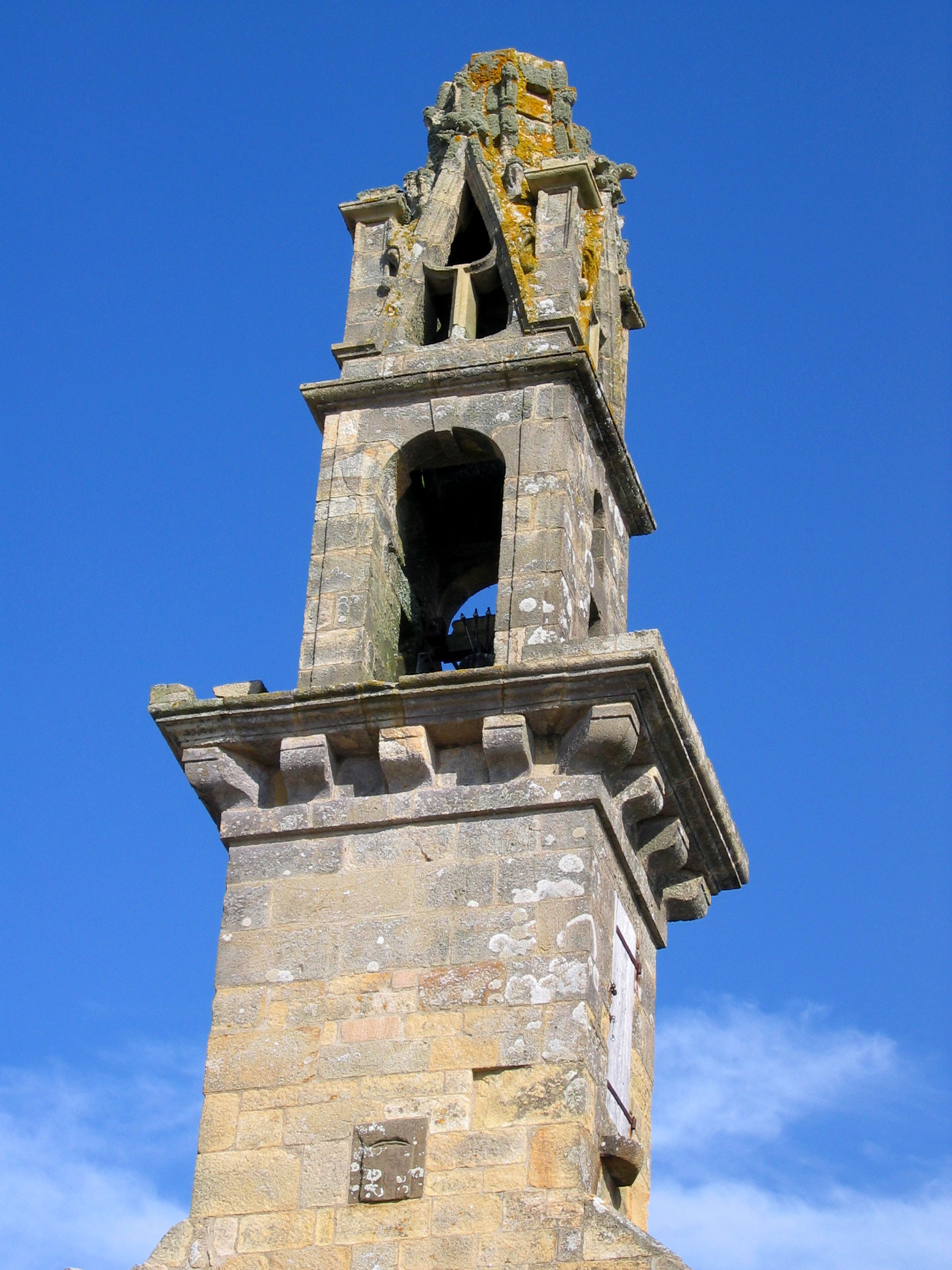
Campanario de la capilla de Notre-Dame de Rocamadour

En la mañana del 18 de junio, una espesa niebla obstaculizaba a ambos bandos de la guerra en esta parte de Bretaña, lo que llevó a los ingleses a posponer el ataque. Esto convenía a los franceses hasta el punto de que "un cuerpo de caballería, comandado por Monsieur de Cervon, y parte de la milicia pudieron llegar a Châteaulin a las 9:00 horas".  Por lo tanto, una vez disipada la niebla, ya eran las 11:00 horas cuando Carmarthen pudo avanzar con ocho barcos para atacar la Tour de Camaret y proteger las 200 lanchas con soldados que se dirigían a la playa de Trez-Rouz. El Tour de Camaret, apoyado por las baterías de Le Gouin y Tremet, bombardeó a los atacantes con tanta fuerza que dos barcos se incendiaron y los demás sufrieron daños críticos. A pesar de su asombro ante esta resistencia inesperadamente fuerte, los británicos lograron dar algunos golpes a la torre. Durante este enfrentamiento, la aguja de la capilla de Notre-Dame de Rocamadour fue derribada por una bala de cañón.

Cuenta la leyenda que la Santísima Virgen apareció sobre el campo de batalla y envió la bala malévola al acorazado responsable, provocando que se hundiera. ¡Sin embargo, la leyenda no dice que la Virgen haya realizado esta hazaña utilizando el brazo de uno de los artilleros de Vauban y uno de sus cañones!
Pierre Lozachmeur

Mientras tanto, Tollemache desembarcó en la playa de Trez-Rouz al frente de 1.300 hombres, entre ellos hugonotes franceses. Fueron recibidos por un intenso fuego, tras lo cual, tras un breve momento de vacilación, fueron atacados por 100 hombres de irregulares y 1.200 hombres de la milicia de la guardia costera.
Macauley escribe en su Historia de Inglaterra :

Pronto quedó claro que el plan parecía aún más peligroso de lo que parecía el día anterior. Las baterías de armas, al retirarse después de disparar, abrieron un fuego tan letal contra los barcos que pronto hubo que evacuar varias cubiertas. Se veía un gran número de soldados de a pie y de caballos; y parecían tropas regulares, identificadas por sus uniformes. El joven contraalmirante envió rápidamente a un oficial para advertir a Talmash (Thomas Tollemache). Pero Talmash estaba tan completamente obsesionado con la idea de que los franceses no estaban preparados para repeler un ataque que lanzó todo al respecto al viento y ni siquiera podía creer lo que veía. Consideró seguro que la fuerza que vio reunirse en la costa era un grupo mejor de agricultores, apresuradamente reunidos en los campos circundantes. Confiado en que estos aspirantes a soldados huirían como conejos de los verdaderos soldados británicos, ordenó a sus hombres remar hacia la playa. Pronto se demostró que estaba equivocado. Un terrible bombardeo derribó a sus tropas más rápido de lo que podían llegar a tierra. Apenas había llegado a tierra firme cuando una bala de cañón lo alcanzó en el muslo y tuvo que ser transportado de regreso a su barcaza. Consternados, sus hombres regresaron a los barcos. Barcos y embarcaciones se apresuraron a salir de la bahía lo más rápido posible, pero no lo consiguieron hasta que cayeron cuatrocientos marineros y setecientos soldados. Durante muchos días, las olas continuaron arrastrando cadáveres desmembrados y destrozados hasta las playas de Bretaña. La batería que hirió a Talmash todavía se llama Muerte de los ingleses.
Thomas Babington Macaulay, 1. Baron Macaulay

Tollemache fue devuelto a su escuadrón en uno de los pocos botes que aún estaban en condiciones de navegar. Los contraataques franceses hicieron retroceder al enemigo al mar y las tropas de desembarco no tenían nada para contrarrestarlos. Ni siquiera pudieron retirarse porque la marea baja había dejado encallados los botes. Sólo diez de los barcos lograron reunirse con el resto de la flota inglesa.
Las pérdidas inglesas fueron considerables:

(…) Del lado inglés, 800 hombres de las tropas de Landund murieron o resultaron heridos, 400 hombres murieron en los barcos de línea y 466 fueron hechos prisioneros, entre ellos 16 oficiales. Según los informes de Monsieur de Langeron y Monsieur de Saint-Pierre registrados el mismo día, los franceses sólo tuvieron 45 heridos, entre ellos 3 oficiales y el ingeniero Traverse, que perdió un brazo.
Levot

Desde aquel día, la playa del desembarco, manchada de sangre, se conoce como Trez Rouz (Playa Roja). El acantilado más cercano a los puntos de aterrizaje de Talmash, o la batería que le disparó, todavía se conoce hoy como Maro ar saozon (Muerte de los ingleses).
Cuando comenzó la batalla, el propio Vauban estaba en el Fuerte du Mengant y sólo llegó al campo de batalla cuando ya había terminado todo. En una carta de Camaret al conde de Pontchartrain fechada el 18 de junio, escribió:

Mi único aporte estuvo en las órdenes y en los preparativos; El evento principal ocurrió a dos millas de mi lugar. Me informaron que nos hemos enfrentado bien al enemigo y que no hubo ni un momento de vacilación. Vinieron inmediatamente, atacaron inmediatamente, y en el mismo lugar que siempre había sospechado; para resumirlo en una palabra, lo habían concebido muy bien, pero no lo habían ejecutado tan bien.
Vauban

## Consecuencias

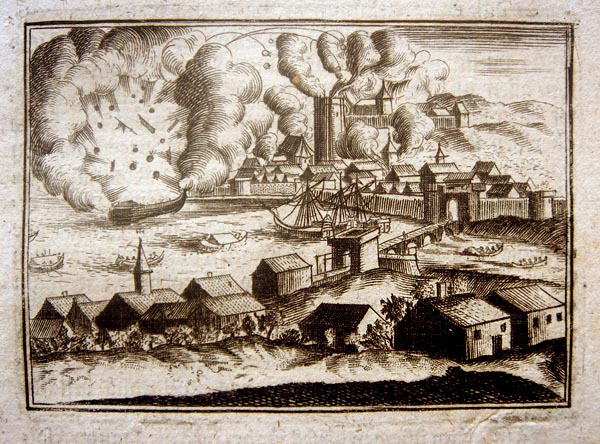
La flota angloholandesa bombardea Dieppe

Talmash murió a causa de sus heridas a su regreso a Plymouth, y el dolor y la indignación públicos de Inglaterra por la traición se expresaron en voz alta. Después de esta derrota, la flota angloholandesa fue alcanzada y navegó de regreso por el Canal de la Mancha para bombardear varios puertos, incluidos Dieppe y Le Havre, en represalia. Le Havre sufrió graves daños en un bombardeo que duró cinco días (del 26 al 31 de julio de 1694). En septiembre, la misma flota atacó Dunkerque y Calais, pero las fortalezas allí pudieron repeler los ataques y las ciudades sólo sufrieron daños menores. Estos ataques dieron a Vauban la oportunidad y la razón para fortificar aún más la costa alrededor de Brest. Así que instaló un puesto de artillería en Portizc, otro en la isla Longue, un tercero en Plougastel, etc. 
Para celebrar la victoria, Luis XIV hizo gravar una medalla con “Custos orae Armoricae” (Guardianes de la Costa de Aremórica) y “Angl. et Batav. caesis et fugatis 1694” (los ingleses y los holandeses fueron localizados y puestos en fuga 1694). Por resolución del 23 de diciembre de 1697, Bretaña eximió a los ciudadanos de Camaret "completamente de cualquier pago de impuesto de hogar, impuesto de capitación u otros impuestos que puedan surgir en los demás municipios de la provincia de Bretaña".

## La “Carta de Camaret Bay”
Buscando un chivo expiatorio tras esta sangrienta derrota, los ingleses a menudo culparon a Marlborough, que estaba en desgracia con Guillermo III en ese momento por otros motivos: alta traición. Fue acusado de haber escrito una carta de advertencia al depuesto Jacobo II en mayo de 1694. Esta carta se conoció como la Carta de Camaret Bay y dice lo siguiente (traducida):

Recién hoy me enteré de la noticia que ahora esciribo a vos; los buques de mortero y los doce regimientos estacionados en Portsmouth, junto con dos regimientos de marines, todos comandados por Talmash, están destinados a incendiar el puerto de Brest y a destruir todos los guerreros que se encuentren allí. Esto sería una gran ventaja para Inglaterra. Sin embargo ninguna consideración puede ni podrá impedirme a informar a vos de cualquier cosa que pueda resultarle útil. Por lo tanto, usted puede beneficiarse de esta información, de cuya veracidad vos podeis confiar plenamente. Sin embargo, por su propio interés, debo implorarle que no informe a nadie de esto excepto a la reina y al portador de esta carta. Russell zarpará mañana con cuarenta barcos, sin haber pagado aún el resto; pero se acuerda que dentro de diez días seguirá el resto de la flota; y al mismo tiempo las fuerzas terrestres. He intentado que el propio almirante Russell me confirmara esto hace algún tiempo. Pero él siempre lo negó ante mí, aunque estoy seguro de que conocía la naturaleza del plan desde hacía más de seis semanas. Esto hace temer lo peor sobre las intenciones de este hombre. Me alegrará mucho saber que esta carta le haya llegado sana y salva.
Dicha carta de Marlborough a James II, traducida por el general Sackville, 3 de mayo de 1694.

La carta sólo existe en una traducción francesa y Winston Churchill afirma en su biografía de su antepasado Marlborough que la carta era una falsificación destinada a dañar la reputación de Marlborough y que nunca había engañado al duque Guillermo III. Aunque es casi seguro que Marlborough envió un mensaje a través del Canal a principios de mayo describiendo el inminente ataque a Brest, es igualmente seguro que los franceses ya conocían los planes para la expedición a Brest por otras fuentes. David G. Chandler concluye: „Toda la historia es tan dudosa e intransparente, que todavía no es posible tomar una decisión definitiva. En su totalidad deberíamos dar a Marlborough el beneficio de la duda.“

## Conmemoración

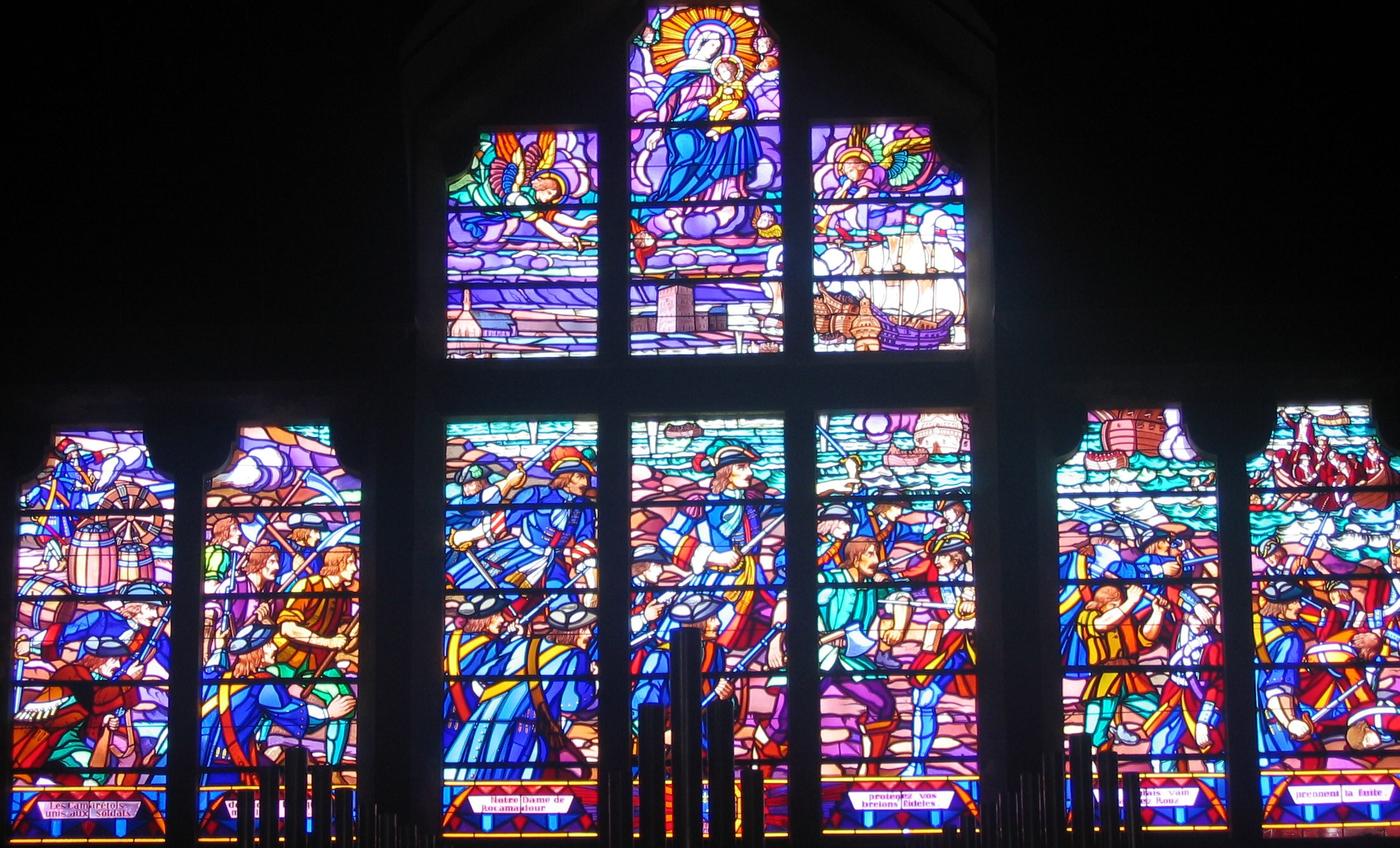
Ventana de vidrio emplomado en la église Saint-Rémi

En el crucero norte de la iglesia parroquial de Saint-Rémy-du-Plain, parcialmente oscurecido por los tubos del órgano, hay una gran vidriera de Jim Sévellec que representa la batalla.